# STS-75
STS-75 byla devatenáctá mise raketoplánu Columbia. Celkem se jednalo o 74. misi raketoplánu do vesmíru.

## Posádka
- Andrew M. Allen (3) velitel
- Scott J. Horowitz (1) pilot
- Jeffrey A. Hoffman (5) letový specialista 1
- Maurizio Cheli (1) letový specialista 2, ESA
- Claude Nicollier (3) letový specialista 3, ESA
- Franklin R. Chang-Diaz (5) velitel užitečného zatížení a letový specialista 4
- Umberto Guidoni (1) specialista pro užitečné zatížení, ASI

V závorkách je uvedený dosavadní počet letů do vesmíru včetně této mise.

## Úkoly mise
- Tethered Satellite System Reflight (TSS-1R)
- United States Microgravity Payload (USMP-3)

## TSS-1R
Prvotním úkolem STS-75 bylo vynést na orbit Tethered Satellite System Reflight (TSS-1R) (česky přibližně: uvázaný družicový systém (opakovaný let), TSS-1R) a vypustit do prostoru vodicí kabel.

### Úkoly mise TSS1-R
Specifické úkoly mise TSS1-R byly:

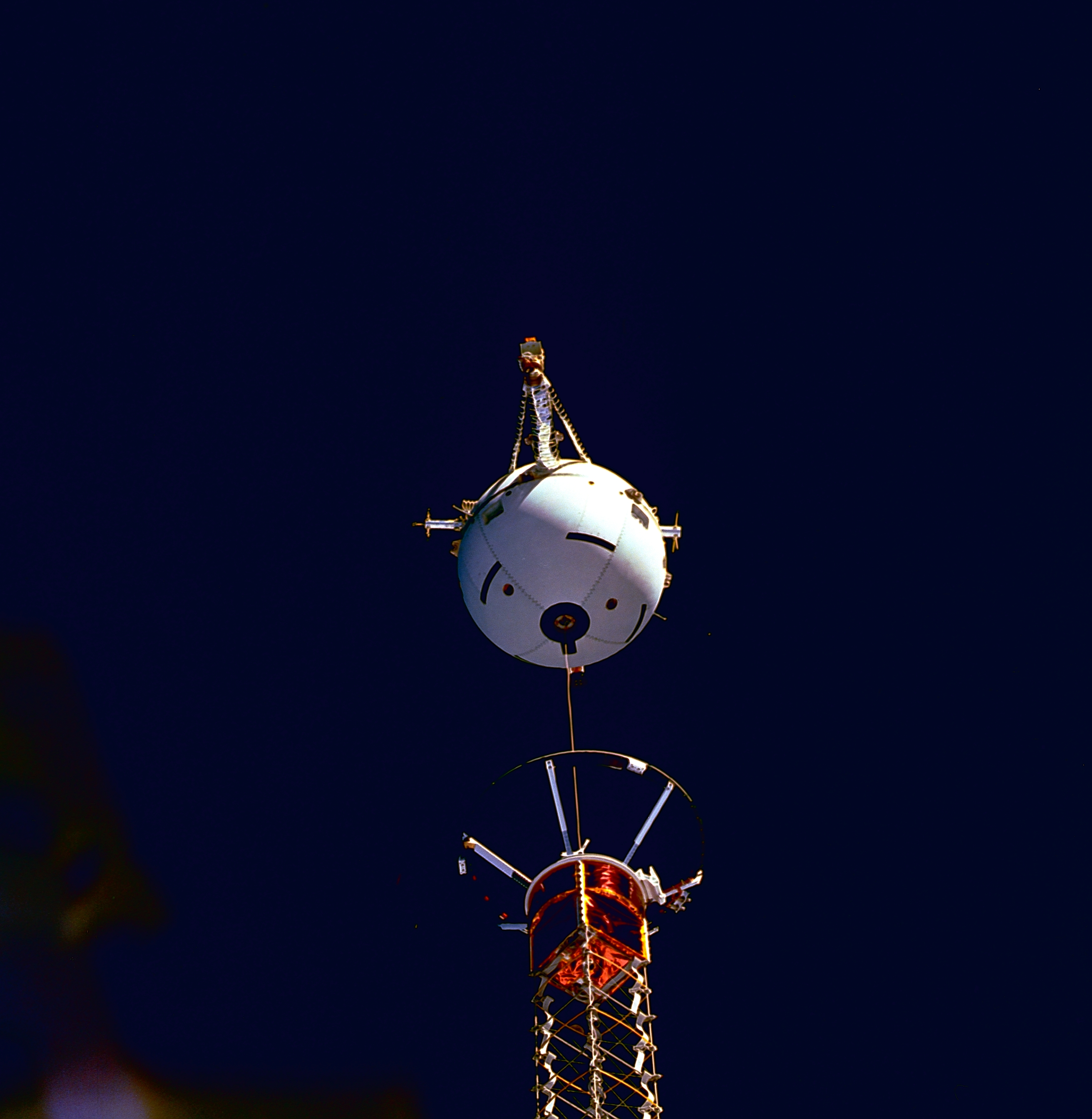
Vypuštění TSS-1R. Tethered Sattelite System se skládal z koncové družice a mnohakilometrového kabelu, schopného elektromagnetické indukce elektrické energie při průchodu ionosférou. Vypuštěn byl 25. února.

- charakterizovat proudo-napěťovou odpověď systému orbiter-TSS,
- charakterizovat strukturu pouzdra vysokého napětí této družice
- charakterizovat proces kumulace proudu na TSS,
- demonstrovat generování elektrické energie,
- ověřit základní zákonitosti a dynamiku kabelu.
- demonstrovat efekt netečných plynů na plazma pouzdra a sběru proudu,
- charakterizovat rádiovou frekvenci TSS a emise plazmatické vln, a
- charakterizovat dynamicko-elektrodynamické párování na TSS

TSS-1R byl opakovaný let TSS-1, jenž byl na palubě Atlantisu v misi STS-46 v červenci/srpnu 1992. TSS kroužil kolem Země ve vzdálenosti 296 km, čímž byl vystaven do řídce elektricky nabité vrstvy ionosféry.
Vědci z mise STS-75 doufali, že kabel vypustí do vzdálenosti 20,7 km. Nicméně, kabel se ke konci vypouštění přerušil a zůstal po několik týdnů na orbitu. Z povrchu (Země) byl v tu dobu zřetelně viditelný, jevil se jako jasné fluorescentní světlo putující oblohou. Utržená část kabelu měla délku přibližně 12 mil (19 kilometrů).

#### Vědecký výzkum TSS-1R
Vědecký výzkum TSS-1R zahrnoval:
- DCORE/SCORE (TSS Deployer Core Equipment and Satellite Core Equipment),
- ROPE (Research on Orbital Plasma Electrodynamics),
- RETE (Research on Electrodynamic Tether Effects),
- TEMAG (Magnetic Field Experiment for TSS Missions),
- SETS (Shuttle Electrodynamic Tether System),
- SPREE (Shuttle Potential and Return Electron Experiment),
- TOP (Tether Optical Phenomena Experiment),
- EMET (Investigation of Electromagnetic Emissions by the Electrodynamic Tether),
- OESSE (Observations at the Earth's Surface of Electromagnetic Emissions by TSS),
- IMDN (Investigation and Measurement of Dynamic Noise in the TSS),
- TEID (Theoretical and Experimental Investigation of TSS Dynamics), a
- TMST (Theory and Modeling in Support of Tethered Satellite Applications).

### USMP-3
Mise s sebou též nesla U. S. Microgravity Payload (USMP-3) (česky přibližně: užitečnou mikrogravitační zátěž Spojených států, USMP-3), navrženou k výzkumu materiálů a fyziky kondenzované hmoty.
Užitná zátěž USMP-3 sestávala ze čtyř hlavních pokusů, započatých na MPESS (Mission Peculiar Experiment Support Structures) a tři další pokusy ve střední sekci raketoplánu.

#### Vědecký výzkum USMP-3
Mezi tyto pokusy patřily:
- AADSF (Advanced Automated Directional Solidification Furnace),
- MEPHISTO (Material pour l'Etude des Phenomenes Interessant la Solidification sur Terre et en Orbite),
- SAMS (Space Acceleration Measurement System),
- OARE (Orbital Acceleration Research Experiment),
- ZENO (Critical Fluid Light Scattering Experiment), a
- IDGE (Isothermal Dendritic Growth Experiment).

## Zajímavosti

Jeden z větších neidentifikovaných objektů za kabelem TSS-1R

- STS-75 též znamenala první použití operačního systému Linux, pracujícím na zemském orbitu. Starší program Digital Unix, původně na serverech DEC Alpha, byl přeportován, aby běžel na laptopu s Linuxem. (Další použití Linuxu bylo o rok později, na STS-83.[1])
- STS-75 byla vesmírná mise, popsaná ve smyšleném dokumumentu NASA, Document 12-571-3570, přestože tento dokument byl šířen několik let předtím, než byla STS-75 vůbec spuštěna. Tento dokument hloubá nad pokusy zjistit efektivitu sexuálních pozic při nulové nebo téměř nulové gravitaci. Astronom a spisovatel sci-fi, Pierre Kohler, si tento dokument spletl se skutečnými cíli mise a má na svědomí nárůst zájmu o Dokument 12-571-350 v prvních letech 21. století.
- Existuje kontroverzní záznam utrženého kabelu z TSS-1R, od kterého se raketoplán vzdaloval, který jeden z astronautů pořídil kamerou schopnou snímat i část ultrafialového světla, v době když raketoplán a TSS dělila vzdálenost mezi 77 a cca 100 námořních mil. V záznamu je utržený 19km kabel s několika desítkami neidentifikovatelných poloprůhledných objektů, pohybujících se různými rychlostmi v jeho blízkosti.[2][3] NASA se k záběru později vyjádřila v tom smyslu, že jde o kousky vesmírného smetí plující prostorem poblíž raketoplánu,[4] přesto zůstává mnoho „ufologů“, kteří v tomto záběru vidí důkaz o UFO.